# Polypodium rhachipterygium
Polypodium rhachipterygium là một loài thực vật có mạch trong họ Polypodiaceae. Loài này được Liebm. miêu tả khoa học đầu tiên năm 1849.